# آنا آجمیان
آنا گئورگی آجمیان (ارمنی: Աննա Գևորգի Աճեմյան؛ انگلیسی: Anna Atshemyan؛ زادهٔ ۲۰ ژوئیهٔ ۱۹۶۵) نوازنده پیانو اهل ارمنستان است.

## زندگی‌نامه
وی در ۲۰ ژوئیهٔ ۱۹۶۵ ‏در ایروان به دنیا آمد و از مدرسه موسیقی چایکوفسکی ایروان و کنسرواتوار دولتی کومیتاس ایروان (۱۹۸۳) زیر نظر سرگئی ساراجیان فارغ‌التحصیل گشت. وی بین سال‌های ۲۰۰۵ تا ۲۰۱۳ در در کنسرواتوار دولتی کومیتاس ایروان و از ۱۹۸۸ در مدرسه موسیقی چایکوفسکی ایروان می‌کند 